# Lingua gallese
Il gallese (nome nativo Cymraeg [kəmˈraːiɡ] o y Gymraeg [ə ɡəmˈraːiɡ], in inglese Welsh) è una lingua celtica appartenente al sottogruppo delle lingue brittoniche. È parlato in Galles (Cymru) e nella valle della Provincia di Chubut, una colonia gallese nella Patagonia argentina. Vi sono inoltre persone di lingua gallese anche in molti altri paesi, fra cui soprattutto il resto della Gran Bretagna, gli Stati Uniti d'America e l'Australia.

## Storia

### Antico gallese
L'antico gallese (Hen Gymraeg) è l'etichetta data alla lingua gallese nel periodo in cui si sviluppò dal brittonico e che viene generalmente individuato dal VI/VII agli inizi del XII secolo quando si sviluppò nel gallese medio.
Molti poemi e alcune opere in prosa sono giunti da questo periodo fino ai giorni nostri, sebbene in manoscritti tardi e non originali, come ad esempio il poema Y Gododdin. Il testo più antico in antico gallese giunto integrale è forse quello trovato su una pietra tombale nella Chiesa di San Cadfan, a Tywyn (Gwynedd), sebbene sia databile agli inizi dell'VIII secolo. Si pensa che un testo nel Libro di Lichfield sia stato scritto tra il tardo VIII e il IX secolo, ma potrebbe essere la copia di un testo di VI-VII secolo.

### Gallese medio
Il gallese medio (Cymraeg Canol) è l'etichetta data al gallese dei secoli XII-XIV, di cui restano molte più attestazioni rispetto a quello antico, da cui si era sviluppato. È la lingua, o per lo meno si avvicina a quella presente nel Mabinogion, sebbene le storie narrate siano più antiche. È anche la lingua della maggior parte dei manoscritti della legislazione gallese.

### Gallese moderno
La lingua gallese è stata parlata continuativamente in Galles durante la storia, anche se nel 1911 è diventata una lingua minoritaria, parlata dal 43,5% della popolazione della regione. Pur continuando il suo declino nel corso dei decenni successivi, il gallese non si è mai estinto. Anzi, agli inizi del XXI secolo la percentuale e il numero di parlanti è cominciato a risalire.
Stando al censimento del Regno Unito del 2001, 582.000 persone - il 20,8% della popolazione totale gallese (3 milioni di persone) - dichiarava di parlare il gallese (in crescita rispetto ai 508.000 parlanti del 1991, il 18,5% della popolazione gallese). Tale percentuale, già di per sé stessa considerevole, assume un'importanza ancora maggiore se si pensa che, dai dati dello stesso censimento, il 25% della popolazione totale era composta da persone nate fuori dal Galles. Fra i Gallesi propriamente detti pertanto, la percentuale dei parlanti la lingua autoctona risulterebbe pari a quasi il 30%. Il numero di persone che utilizza il gallese come lingua veicolare, o che ha una conoscenza soddisfacente di tale lingua nel resto della Gran Bretagna non è noto: se ne trovano comunque nelle maggiori città inglesi e lungo i confini fra Galles e Inghilterra.
Il Welsh Language Use Survey del 2004 mostrò che ben il 21,7% della popolazione parlava gallese, contro il 20,8% del censimento del 2001 e il 18,5% del 1991. Tuttavia, il censimento del Regno Unito del 2011 rilevò un leggero decremento a 562.016 parlanti, ovvero il 19% della popolazione.
Il censimento mostrò inoltre un "grande calo" nel numero dei parlanti nel cuore delle regioni a maggioranza gallese, con percentuali al di sotto del 50% a Ceredigion e Carmarthenshire per la prima volta. Secondo il Welsh Language Use Survey 2013-15, il 24% della popolazione al di sopra dei 3 anni era in grado di parlare gallese.
Anche tra la popolazione non gallesofona è ben visto: secondo un sondaggio promosso dal governo del Galles nel 2018, l'83% dei non parlanti è comunque fiero della lingua, il 63% pensa che bisognerebbe fare di più per sostenerla, e il 62% vorrebbe impararla (percentuali decisamente maggiori si registrano per i parlanti).
Pochi gallesi risultano essere monolingui; tuttavia molti di essi dichiarano di avere una maggiore padronanza del gallese piuttosto che dell'inglese. Del resto, la scelta di una o dell'altra lingua può variare in base all'argomento di conversazione (fenomeno questo conosciuto come "commutazione di codice").
Pur trattandosi di una lingua minoritaria minacciata dal predominio dell'inglese, il sostegno a favore della conservazione del gallese crebbe durante il XX secolo in concomitanza con lo sviluppo di organizzazioni politiche come il partito politico Plaid Cymru (partito di centro-sinistra che sostiene l'indipendenza del Galles all'interno dell'Unione europea) la Società della lingua gallese (Cymdeithas yr Iaith Gymraeg). Da rilevare pure come la nascita e lo sviluppo di stazioni radio-televisive in gallese (sussidiate anche dal governo centrale), insieme oggi all'uso dell'Internet, stia contribuendo non poco alla diffusione e consolidamento di questa lingua.
Il gallese quale prima lingua è diffuso soprattutto nelle aree meno urbanizzate del nord e dell'ovest del Galles, tra le quali Gwynedd, Denbighshire, Merionethshire, Anglesey (Ynys Môn), Carmarthenshire, Nord Pembrokeshire, Ceredigion, e parte del Glamorgan occidentale, sebbene persone con una buona conoscenza della lingua si possano trovare in tutto il Galles.

## Grammatica

### Verbi
La maggior parte dei tempi può essere formata facendo uso dell'ausiliare bod (essere). Essi presentano due forme: il gallese popolare (Cymraeg Byw) e gallese letterario.
Tempo presente
| Gallese popolare      | Gallese letterario | Traduzione     | Forma negativa          |
| --------------------- | ------------------ | -------------- | ----------------------- |
| rydw i, rwy, dw i, wi | yr wyf i           | io sono        | dydw i ddim (dw i ddim) |
| (rwyt) ti             | yr wyt ti          | tu sei         | dwyt ti ddim            |
| mae o                 | mae e              | lui è          | dyw/dydy e ddim         |
| mae hi                | mae hi             | lei è          | dyw/dydy hi ddim        |
| (ry) dyn ni           | yr ydym ni         | noi siamo      | dydyn ni ddim           |
| (ry) dych chi         | yr ydych chi       | voi siete      | dydych chi ddim         |
| maen nhw              | maent hwy          | loro sono      | dydyn nhw ddim          |
| Mae Heini             | mae Heini          | Heini è        | dyw/dydy Heini ddim     |
| Mae'r plant           | mae'r plant        | i bambini sono | dyw'r/dydy'r plant ddim |

Il gallese popolare usa fondamentalmente forme contratte di quello letterario.
"Io sono" è "yr wyf i" ma può diventare: "rwy" da "yr wyf i", "wi", o "rydw i", "dw i", "wi".
Come ausiliare può essere: Dw i'n cerddeg = Io cammino (sto camminando).
"Tu sei" l'ausiliare può scomparire del tutto (essere presupposto) e dire Ti'n cerddeg = Tu cammini (stai camminando, lett. "tu in camminare"!)
Nelle domande
| Domanda       | Traduzione    | Sì:               | No:            |
| ------------- | ------------- | ----------------- | -------------- |
| ydw i?        | sono io?      | ydw (io sono)     | na / nag ydw   |
| wyt ti?       | sei tu?       | wyt (tu sei)      | na / nag wyt   |
| ydy o?        | è lui?        | ydy (lui è)       | na / nag ydyw  |
| ydy hi?       | è lei?        | ydy (lei è)       | na / nag ydy   |
| (y) dyn ni?   | siamo noi?    | ydyn (noi siamo)  | na / nag ydyn  |
| (y) dych chi? | siete voi?    | ydych (voi siete) | na / nag ydych |
| ydyn nhu      | sono loro?    | ydyn (loro sono)  | na / nag ydyn  |
| ydy Heini     | è Heini?      | ydy (ella è)      | na / nag ydy   |
| ydy'r plant   | sono i bimbi? | ydyn (loro sono)  | na / nag ydyn  |

Wyt ti'n cerddeg? (stai camminando?) ydw (sì) - nag ydw (no).
Ydw i'n cerddeg? (sto camminando?) wyt (sì) - nag wyt (no).

### Sistema di numerazione
Il sistema di numerazione tradizionale è vigesimale. Il sistema decimale, tuttavia, è spesso utilizzato nel registro colloquiale, specialmente per i numeri alti. In ambito scolastico si utilizza il sistema decimale per l'insegnamento della matematica e il sistema tradizionale per tutto il resto.

## Sistema di scrittura

### Tabella delle vocali
| Accento grave | Accento grave | Accento grave | Accento grave | Accento grave | Accento grave | Accento grave | Accento acuto | Accento acuto | Accento acuto | Accento acuto | Accento acuto | Accento acuto | Accento acuto | Accento circonflesso | Accento circonflesso | Accento circonflesso | Accento circonflesso | Accento circonflesso | Accento circonflesso | Accento circonflesso | Dieresi | Dieresi | Dieresi | Dieresi | Dieresi | Dieresi | Dieresi |
| ------------- | ------------- | ------------- | ------------- | ------------- | ------------- | ------------- | ------------- | ------------- | ------------- | ------------- | ------------- | ------------- | ------------- | -------------------- | -------------------- | -------------------- | -------------------- | -------------------- | -------------------- | -------------------- | ------- | ------- | ------- | ------- | ------- | ------- | ------- |
| À à           | È è           | Ì ì           | Ò ò           | Ù ù           | Ẁ ẁ           | Ỳ ỳ           | Á á           | É é           | Í í           | Ó ó           | Ú ú           | Ẃ ẃ           | Ý ý           | Â â                  | Ê ê                  | Î î                  | Ô ô                  | Û û                  | Ŵ ŵ                  | Ŷ ŷ                  | Ä ä     | Ë ë     | Ï ï     | Ö ö     | Ü ü     | Ẅ ẅ     | Ÿ ÿ     |

## Letteratura gallese
Attiva dal VI secolo, la letteratura gallese segue a ruota la letteratura gaelica irlandese nella qualifica di letteratura più antica d'Europa, beninteso dopo i "colossi" delle letterature greca e latina. E con essa condivide purtroppo anche la scarsa accessibilità ai non specialisti, data la modesta diffusione internazionale delle lingue con cui sono scritte.

### Il Medioevo

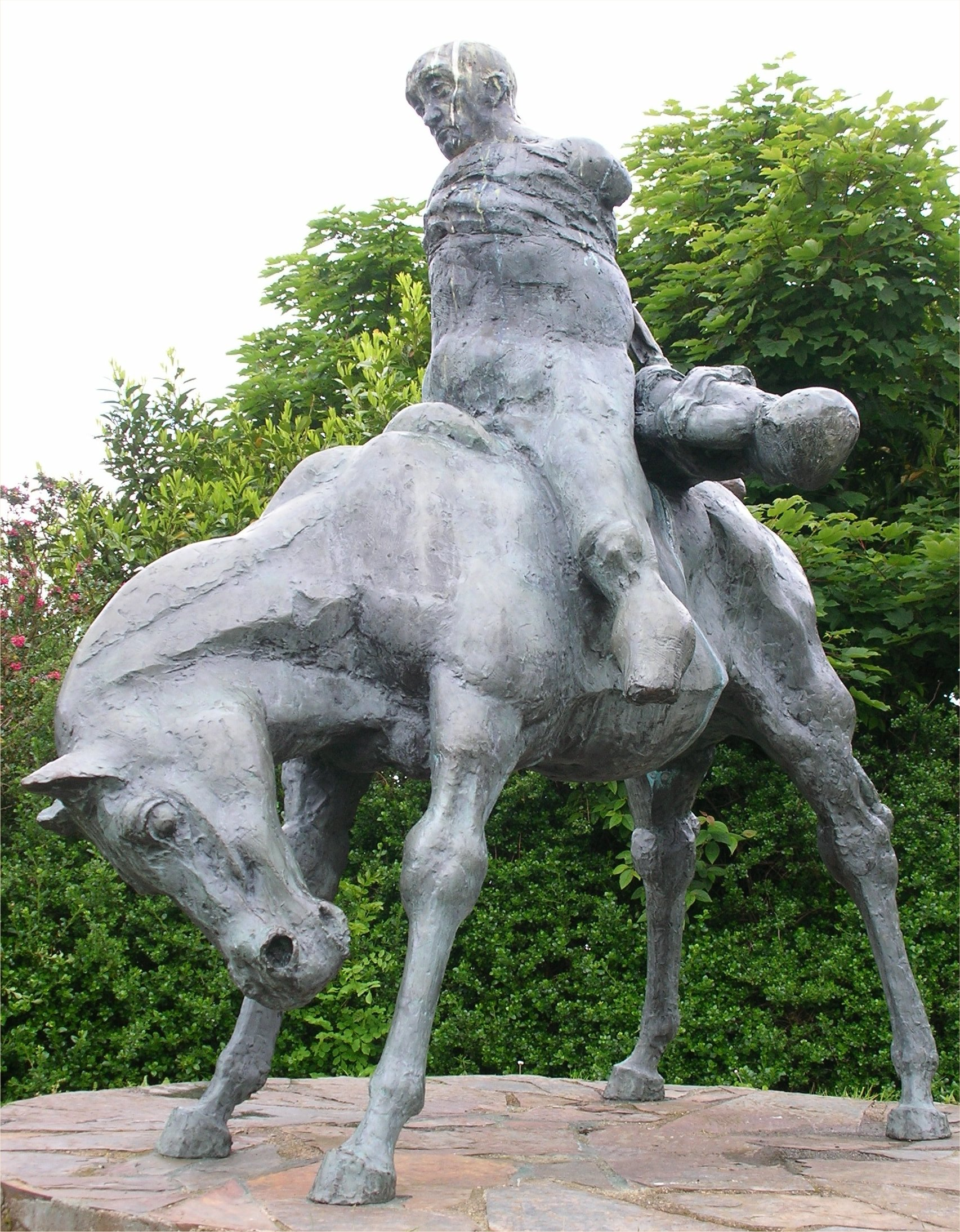
Statua raffigurante "I due re", dai Mabinogion

Le opere dal VI all'XI secolo ci sono pervenute soltanto in trascrizioni successive; non più nella lingua originale, il gallese antico, ma in quella dell'epoca della trascrizione, il gallese medio. A questo primo periodo risalgono il Libro di Taliesin, il Libro di Aneirin, il Libro nero di Carmarthen, il Libro rosso di Hergest e il Libro bianco di Rhydderch, che contengono tra gli altri i capolavori del Gododdin e del Mabinogion, nel quale trionfano le figure leggendarie, da lungo tempo nell'immaginario collettivo mondiale, di re Artù, di Peredur (Parsifal), dei maghi Myrddin (Merlino) e Gwalchmai (Gawain).
Le "leggi gallesi" del re Hywel Dda ap Cadell (Hywel il Buono, XI secolo) confermano che la letteratura fosse molto incoraggiata, e verso il 1080 l'arrivo di principi dalle terre celtiche consorelle dell'Irlanda e della Bretagna diede un nuovo impulso alla creazione letteraria. I regni di Llywelyn il Grande e dei suoi successori non fecero che continuare la tradizione del sostegno alla letteratura, che continuò a fiorire in questo periodo "gallese medio" sia nella poesia, con la quale inizia la tradizione delle "triadi gallesi", sia nella prosa, che si occupava soprattutto di cronaca e storiografia.
Alla fine del periodo i poeti dovettero scrivere lamentazioni per la conquista della loro terra da parte delle dinastie normanne. Ma al sostegno dei principi si sostituì quello della nobiltà minore rurale, che garantì il proseguimento della letteratura, che continuò in una forma rinnovata: sia della lingua, un gallese "di transizione" tra la forma medievale e quella moderna; sia nella metrica, teorizzata e messa in pratica ai suoi più alti livelli da molti poeti, primo fra tutti il grande Dafydd ap Gwilym. In questa tradizione gallese "tardomedievale", che continuò per due secoli, si sviluppò anche una letteratura di carattere religioso; nel 1567 si disputò un memorabile Eisteddfod, festival di competizioni di letteratura e musica, la cui tradizione continua ancora oggi.

### L'età moderna

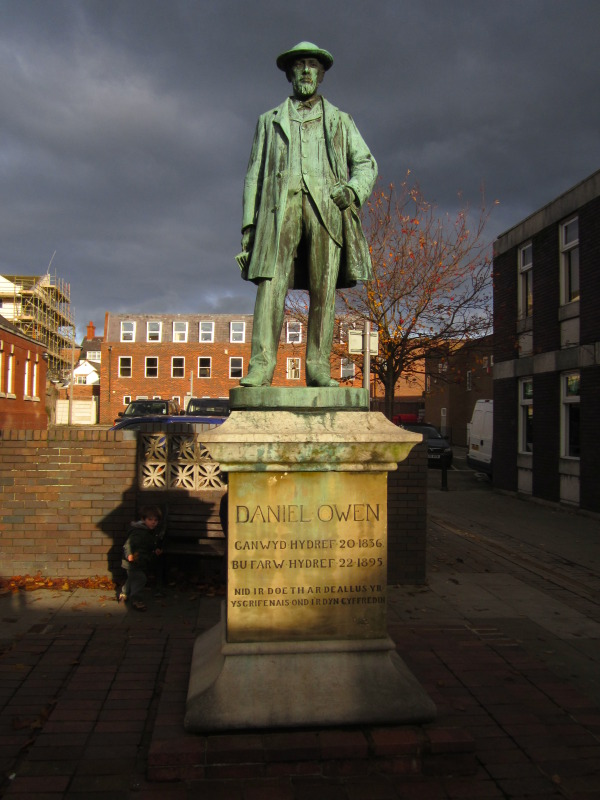
Statua di Daniel Owen, l'iniziatore della narrativa gallese

Per ironia della sorte fu l'ascesa al trono di Londra della dinastia Tudor, di origine gallese, a dare un brutto colpo a questa letteratura; perché la dissoluzione dei monasteri, e la fine del feudalesimo che attirò verso la capitale anche la nobiltà minore rurale, privò gli scrittori dei loro tradizionali mecenati. In questo periodo di stasi letteraria si distinsero Rhys Prichard, che si specializzò in una poesia facile alla portata della gente comune, e l'eccellente poeta Huw Morus. Ma almeno lo scisma anglicano ad opera dei Tudor autorizzò la traduzione gallese della Bibbia, eseguita nel 1588 dal vescovo William Morgan, e del Libro delle preghiere comuni, il messale anglicano. La lingua della Bibbia stabilì uno standard per la lingua letteraria moderna, che rimase l'unica forma ufficiale di gallese scritto per più di tre secoli e mezzo, e che è in buona parte usata ancora oggi.
Il XVIII secolo fu un periodo di ripresa letteraria, soprattutto con l'opera in prosa Gweledigaethau y Bardd Cwsc (Visioni del bardo addormentato) di Ellis Wynne, e con la poesia nostalgica di Goronwy Owen.
Il XIX secolo continuò il recupero letterario con le opere di Daniel Owen, l'iniziatore del romanzo in gallese; con la saggistica di Lewis Edwards, Robert Ambrose Jones e Owen Morgan Edwards; e la poesia di William Thomas (Islwyn) e John Hughes (Ceiriog).
Tra la fine del XIX secolo e l'inizio del XX John Morris-Jones, poeta, critico, filologo e linguista, avvicinò i contenuti della letteratura gallese a quelli delle principali letterature europee. Tra i suoi ideali allievi Thomas Gwynn Jones, dalla metrica tanto difficile quanto efficace, e il nervoso William John Gruffydd, poeta ed autobiografo. Seguirono l'elaborato Robert Williams-Parry; e suo cugino, l'introspettivo Thomas Herbert Parry Williams.
Tra le due guerre mondiali emersero la romanziera Kate Roberts; il poliedrico John Saunders Lewis, critico, poeta, romanziere e drammaturgo; la scrittrice tedesca naturalizzata gallese Kate Bosse-Griffiths; David Gwenallt Jones, poeta e prosatore; Thomas Rowland Hughes, romanziere e autore di teatro; Thomas Parry, drammaturgo, critico e storiografo, e traduttore delle poesie di Thomas Stearns Eliot.
Dopo la guerra si rivelarono Islwyn Ffowc Elis e Caradog Prichard; dagli anni '80 Aled Islwyn e Angharad Tomos; i postmodernisti William Owen Roberts; Robin Llywelyn e Mihangel Morgan. I poeti Alan Llwyd e Dic Jones recuperarono la metrica tradizionale, Waldo Williams mise al centro i temi del pacifismo e della fratellanza, la poetessa Menna Elfyn ha rotto il monopolio maschile nella poesia.
Nel XXI secolo validi artisti come ad es. la scrittrice e cantautrice Fflur Dafydd, figlia di Menna Elfyn, Mererid Hopwood, Siân Melangell Dafydd e Tony Bianchi mantengono un livello elevato a questa letteratura, che nei tempi moderni è la prima in qualità e quantità tra le sei letterature celtiche, e una delle prime fra le letterature minoritarie.

## Bibliografia

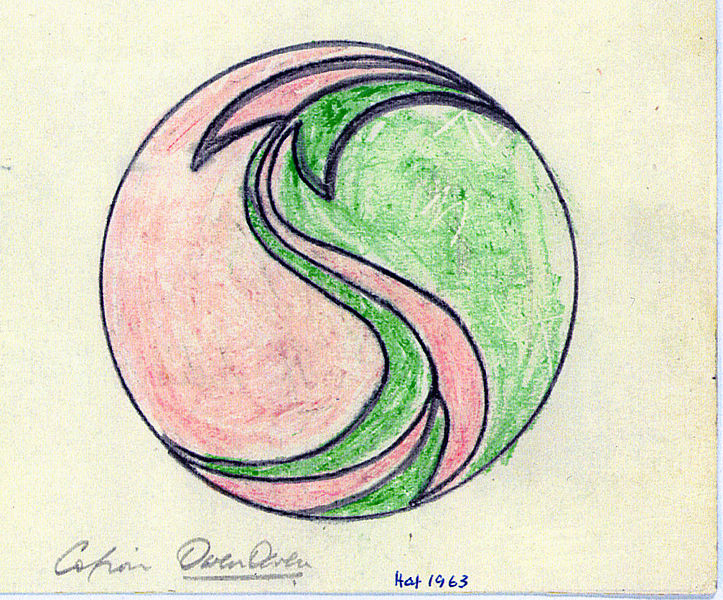
Schizzo che raffigura "la lingua del drago", tradizionale appellativo della lingua gallese. Mentre ad es. "la lingua del leone" è l'appellativo del gaelico scozzese.

### Didattica

#### Lingua classica
- (EN)  Stephen J. Williams, A Welsh Grammar, Cardiff, University of Wales Press, 1980
- (EN)  John T. Bowen, T.J. Rhys Jones, Teach Yourself Welsh, Sevenoaks, Hodder and Stoughton, 1960, ISBN 0-340-05829-3
- (CY)  Stephen J. Williams, Elfennau Gramadeg Cymraeg, Cardiff, University of Wales Press, 1959
- (EN)  Henry Lewis, The Sentence in Welsh, 1942

#### Lingua medievale
- (EN)  D. Simon Evans, A Grammar of Middle Welsh, Series: Medieval and Modern Welsh Series, Dublin, Dublin Institute for Advanced Studies, 1964, ISBN 1855000008
- (CY)  D. Simon Evans, Gramadeg Cymraeg Canol, Cardiff, University of Wales Press, 1995, ISBN 9780708313183
- (EN)  Jean François R. Mondon, Cymraec Canawl. An Introduction to Middle Welsh, Muenchen, Lincom, 2020, ISBN 978-3-96939-019-1

#### Lingua contemporanea
- Christine Jones, Julia Brake, Teach Yourself Complete Welsh, Teach Yourself Books, Hodder Education
- Welsh Grammar You Really Need to Know, Teach Yourself Books, Hodder Education
- Essential Welsh Grammar, Teach Yourself Books, Hodder Education
- Essential Welsh Dictionary, Teach Yourself Books, Hodder Education
- Gareth King, Colloquial Welsh, Londra, Routledge
- Gareth King, Beginners Welsh, Londra, Routledge
- Gareth King, Intermediate Welsh, Londra, Routledge
- Gareth King, Modern Welsh: A Comprehensive Grammar, (3rd edition), Londra, Routledge, 2015 [1993], ISBN 978-1138826304

### Linguistica
- (CY)  Henry Lewis, Datblygiad yr Iaith Gymraeg (L'evoluzione della lingua gallese), 1931
- (CY)  Henry Lewis, Yr Elfen Lladin yn yr Iaith Gymraeg (L'elemento latino nella lingua gallese), 1961
- (CY)  T. Arwin Watkins, Ieithyddiaeth. Agweddau ar Astudio Iaith (Linguistica. Aspetti dello studio della lingua), Cardiff, University of Wales Press, 1961
- (EN)  Stefan Zimmer, Studies in Welsh Word Formation, Dublino, DIAS Dublin Institute for Advanced Studies, 2000, ISBN 1-85500-188-8

### Storia
- (CY)  Gwenfair Parry, Mari A. Williams, Miliwn o Gymru Gymraeg! Yr Iaith Gymraeg a Chyfrifiad 1891 (Un milione di gallesi madrelingua! La lingua gallese e il censimento del 1891), Cardiff, University of Wales Press, 1999, ISBN 9780708315378
- (EN)  Catrin Stephens, Telling the Story of Welsh, Series: Inside Out, Llandysul, Gwasg Gomer, 2009, ISBN 9781848510494
- (EN)  Janet Davies, The Welsh Language: A History, Cardiff, University of Wales Press, 2014, ISBN 9781783160198
- (EN)  Gwyneth Tyson Roberts, The Language of the Blue Books, Cardiff, University of Wales Press, 2011, ISBN 9780708324882